# Milenijski križ (Križevac)
Milenijski križ je rimokatolički križ na brdu Križevcu iznad Stoca. Podignut je kao simbol jubileja dvije tisuća godina kršćanstva, odakle i naziv Milenijski. Križ je podignut i kao simbol patnja i stradanja kroz koja je ovaj grad prošao u svojoj novijoj povijesti. Od 2000. godine podignut je kameni oltar i križ u povodu 2000. Kristova rođenja.